# タブアエラン島
タブアエラン島 (Tabuaeran)、またはファニング島 (Fanning Island)、ファニング環礁 (Fanning Atoll) は、中部太平洋にあるライン諸島の島のひとつで、キリバス領である。位置は北緯3度51分36秒、西経159度21分52秒である。標高は3メートル。タバアラン島とも表記される。
ハワイ諸島からおよそ900マイルの距離に位置するタブアエラン島は、最初にハワイに住み着いたポリネシア人の中継地点であったと思われる。クック諸島かトンガからやってきたと思われる人々が住んでいたことを示す遺物が発見されている。

## 歴史

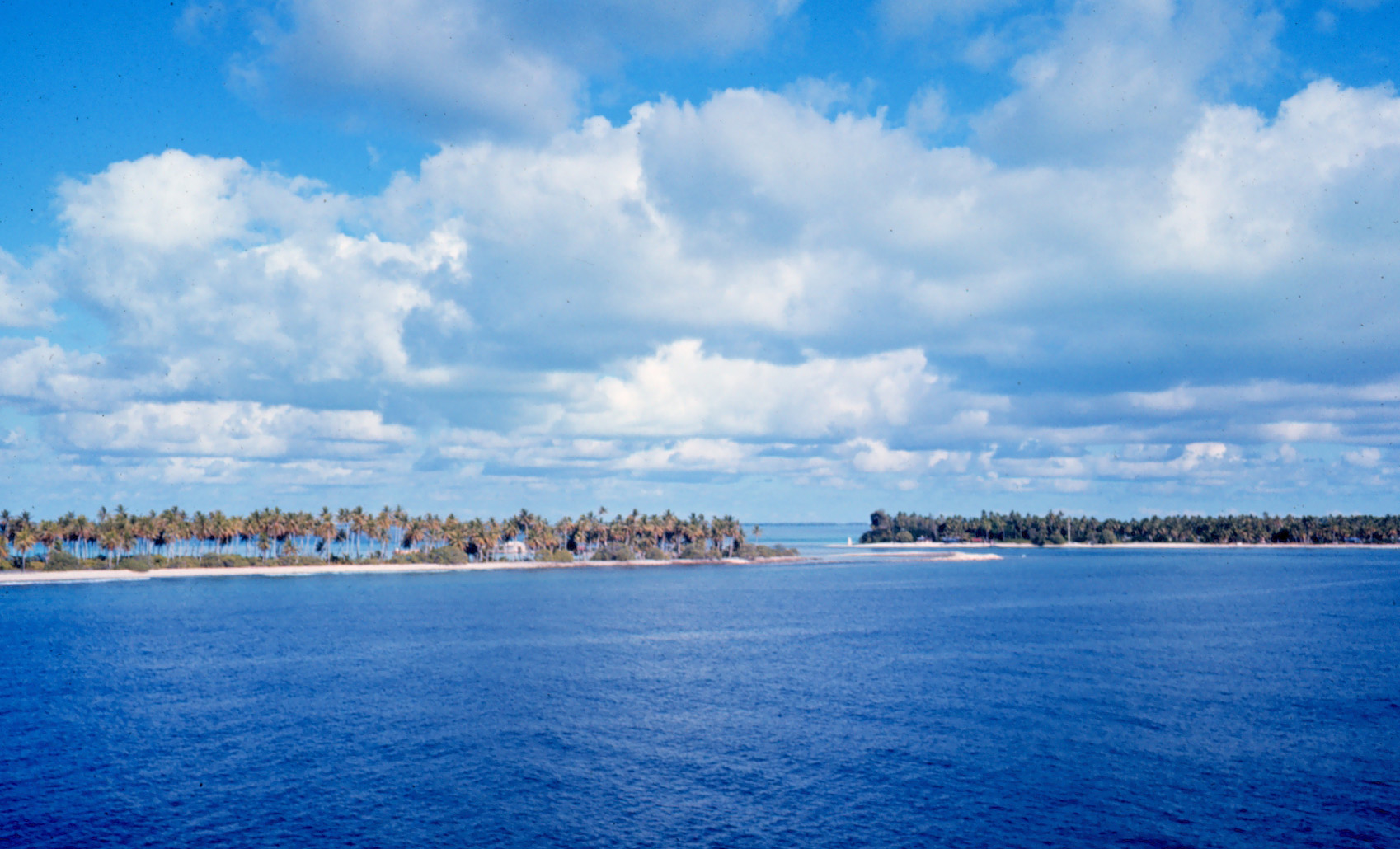
高低差の少ない地形

タブアエラン島は1798年6月11日にアメリカ船ベッツィー (Betsy) のアメリカ人船長エドモンド・ファニング (Edmund Fanning) によって発見され、彼にちなみ命名された。発見当時島は無人であった。ファニングによる発見後は複数の国の捕鯨漁師が訪れた。
1855年から、マニヒキ環礁からやってきたヘンリー・イングリッシュ (Henry English) と150人の労働者によって、輸出用のココヤシ油の生産が開始された。1855年10月16日にイギリス海軍のコルベット「ダイドー (HMS Dido)」でモーズヘッド (W.H. Morshead) が訪れ、島はイギリスの保護下に置かれた。
1888年3月15日にイギリス海軍のスループ「キャロライン (HMS Caroline)」 のウィリアム・ワイズマン (William Wiseman) 艦長によって正式にイギリス領とされた。環礁の東側にはイングリッシュ・チャネル (English Channel) と呼ばれる深い水路が作られた。タブアエラン島はカナダとオーストラリアを結ぶ太平洋横断ケーブルの中継地となった。そこは、第一次世界大戦中の1914年9月にドイツ帝国海軍の防護巡洋艦「ニュルンベルク」に艦砲射撃された。
1939年にタブアエラン島はイギリスの植民地ギルバート諸島・エリス諸島の一部となり、1979年には独立してキリバスの一部となった。